# Valley of the Kings
Valley of the Kings EP je njemačkog power metal-sastava Gamma Ray. Diskografska kuća Noise Records objavila ga je 21. svibnja 1997. Prvo je izdanje sastava na s Henjom Richterom i Danom Zimmermannom.

## Popis pjesama
| 1.    | »Valley of the Kings«                       | 3:50 |
| 2.    | »Somewhere Out in Space«                    | 5:28 |
| 3.    | »Watcher in the Sky« (verzija Iron Saviora) | 5:19 |
| 4.    | »Victim of Changes« (obrada Judas Priesta)  | 7:21 |
| 21:58 |                                             |      |

## Zasluge
Gamma Ray
- Kai Hansen – gitara, vokal, produkcija
- Dirk Schlächter – bas-gitara, produkcija
- Henjo Richter – gitara, klavijature
- Dan Zimmermann – bubnjevi

Dodatni glazbenici
- Thomen Stauch – bubnjevi (na pjesmi "Watcher in the Sky")
- Jan Rubach – bas-gitara (na pjesmi "Victim of Changes")
- Thomas Nack – bubnjevi (na pjesmi "Victim of Changes")

Ostalo osoblje
- Piet Sielck – gitara i vokal (na pjesmi "Watcher in the Sky"), produkcija
- Kristian Huitula – naslovnica